# Státní zastupitelství Bosny a Hercegoviny
Státní zastupitelství Bosny a Hercegoviny (bosensky Tužilaštvo Bosne i Hercegovine, srbsky Тужилаштво Босне и Херцеговине) je orgán, který je příslušný k podávání žalob ve věcech takových trestných činů, k nimž je příslušný Soud Bosny a Hercegoviny. Jeho sídlo je v Sarajevu a stejně jako zmíněný soud má působnost na celém území Bosny a Hercegoviny. Působí de facto jako Nejvyšší státní zastupitelství v uvedené zemi.

## Historie
Celobosenské státní zastupitelství bylo založeno dne 6. srpna 2002 na základě zákona o Státním zastupitelství Bosny a Hercegoviny. Zákon vznik z pera Úřadu Vysokého představitele pro Bosnu a Hercegovinu. Zákon předpokládal, že v čele státního zastupitelství bude nejvyšší státní žalobce, který bude mít tři zástupce a dále zde bude počet níže postavených státních zástupců; jejich počet měl být také stanoven. Tyto státní zástupce volí a jmenuje Vysoká rada soudců a státních zástupců Bosny a Hercegoviny (bosensky Visoki sudski i tužilački savjet Bosne i Hercegovine). 

## Organizace
V rámci Státního zastupitelství bylo zřízeno speciální oddělení pro válečné zločiny a dále pro organizovaný zločiny, hospodářské zločiny a korupci. Rozdělení tak kopíruje i to, které má Soud Bosny a Hercegoviny. Jednotlivá oddělení řídí zástupci nejvyššího státního zástupce.
Státní zastupitelství Bosny a Hercegoviny má také svého tajemníka a vlastní personál, který se zabývá odbornými, administrativními a technickými záležitosti. Ve struktuře státního zastupitelství mohou působit i cizí státní příslušníci, nesmí být ale příslušníky sousedních zemí. 